# آبشار آرو ویکوژی
آبشار آرو ویکوژی (به انگلیسی: Aruvikkuzhy Falls) آبشاری است که در کرالا، هند واقع شده و ارتفاع کلی ریزشگاه آن ۱۰۰ فوت (۳۰ متر) است.